# Baidukow-Nunatak
Der Baidukow-Nunatak (russisch Нунатак Байдукова Nunatak Baidukowa) ist ein Nunatak im westantarktischen Queen Elizabeth Land. Im Dufek-Massiv der Pensacola Mountains ragt er auf dem Boyd Escarpment auf.
Russische Wissenschaftler benannten ihn nach dem sowjetischen Testpiloten Georgi Baidukow (1907–1994).